# Haplolobus boswezensis
Haplolobus boswezensis är en tvåhjärtbladig växtart som beskrevs av Leenhouts. Haplolobus boswezensis ingår i släktet Haplolobus och familjen Burseraceae. Inga underarter finns listade i Catalogue of Life.